# Hartland (Connecticut)
Pour les articles homonymes, voir Hartland.
Hartland est une ville située dans le comté de Hartford, dans l'État du Connecticut aux États-Unis. Lors du recensement de 2010, Hartland avait une population totale de 2 114 habitants.

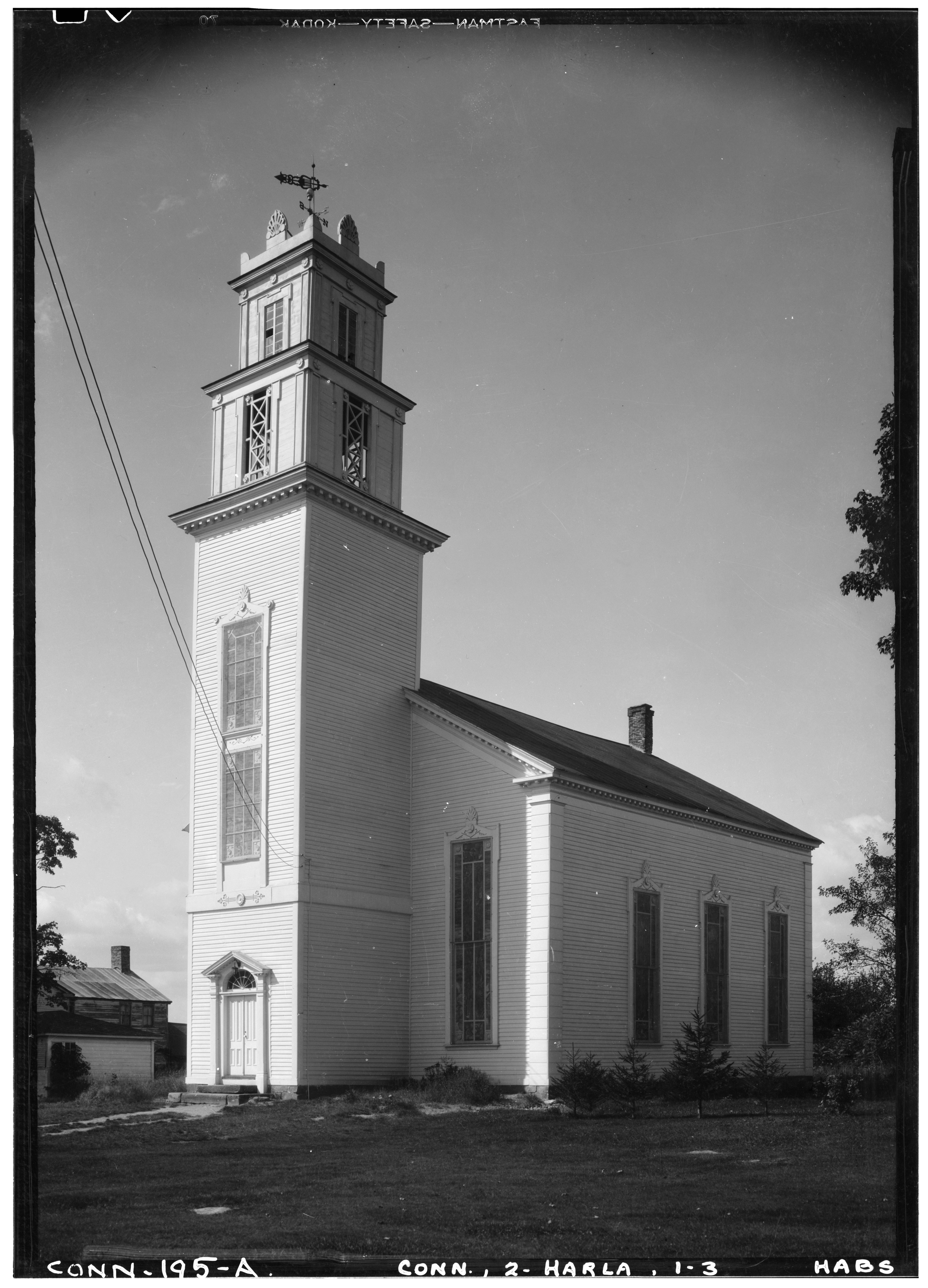
Église congrégationaliste, East Hartland

## Géographie
Selon le Bureau du Recensement des États-Unis, la superficie de la ville est de 34,6 milles carrés (89,61 km2), dont 1,52 milles carrés (3,94 km2) de terres et 33,08 milles carrés (85,68 km2) de plans d'eau, soit 4,45 %.

## Histoire
Hartland devient une municipalité en 1733. Il s'agit de l'abréviation de Hartfordland.

## Démographie
D'après le recensement de 2000, il y avait 2 012 habitants, 707 ménages, et 583 familles dans la ville. La densité de population était de 23,5 hab/km2. Il y avait 759 maisons avec une densité de 8,9 maisons/km2. La décomposition ethnique de la population était : 98,31 % blancs ; 0,15 % noirs ; 0,05 % amérindiens ; 0,60 % asiatiques ; 0,05 % natifs des îles du Pacifique ; 0,20 % des autres races ; 0,65 % de deux ou plus races. 0,60 % de la population était hispanique ou Latino de n'importe quelle race.
Il y avait 707 ménages, dont 38,9 % avaient des enfants de moins de 18 ans, 70,9 % étaient des couples mariés, 8,5 % avaient une femme qui était parent isolé, et 17,5 % étaient des ménages non-familiaux. 13,4 % des ménages étaient constitués de personnes seules et 5,2 % de personnes seules de 65 ans ou plus. Le ménage moyen comportait 2,83 personnes et la famille moyenne avait 3,12 personnes.
Dans la ville la pyramide des âges était 27,3 % en dessous de 18 ans, 5,1 % de 18 à 24, 29,4 % de 25 à 44, 27,5 % de 45 à 64, et 10,6 % qui avaient 65 ans ou plus. L'âge médian était 40 ans. Pour 100 femmes, il y avait 100,0 hommes. Pour 100 femmes de 18 ans ou plus, il y avait 102,2 hommes.
Le revenu médian par ménage de la ville était 64 674 dollars US, et le revenu médian par famille était $66 164. Les hommes avaient un revenu médian de $48 309 contre $31 321 pour les femmes. Le revenu par habitant de la ville était $26 473. 2,1 % des habitants et 1,7 % des familles vivaient sous le seuil de pauvreté. 0,6 % des personnes de moins de 18 ans et 0,9 % des personnes de plus de 65 ans vivaient sous le seuil de pauvreté.
| 1820  | 1850 | 1860 | 1870 | 1880 | 1890 |
| ----- | ---- | ---- | ---- | ---- | ---- |
| 1 254 | 848  | 846  | 789  | 643  | 565  |

| 1900 | 1910 | 1920 | 1930 | 1940 | 1950 |
| ---- | ---- | ---- | ---- | ---- | ---- |
| 592  | 544  | 448  | 296  | 300  | 549  |

| 1960  | 1970  | 1980  | 1990  | 2000  | 2010  |
| ----- | ----- | ----- | ----- | ----- | ----- |
| 1 040 | 1 303 | 1 416 | 1 866 | 2 012 | 2 114 |